# Egmont von Hoßtrup

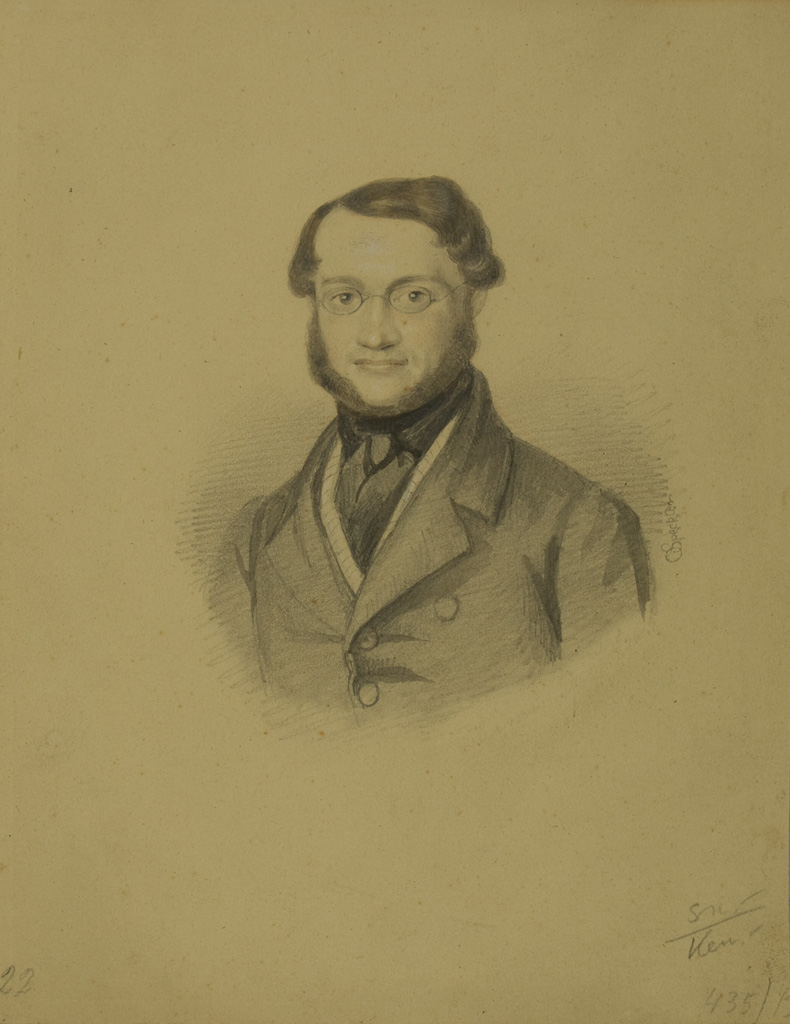
Egmont von Hoßtrup

Egmont von Hoßtrup in einer Karikatur von Eduard Schramm

Egmont von Hoßtrup vollständiger Name Gotthilft Egmont von Hoßtrup auch Gotthilf Egmont von Hostrup oder Hoßtrupp (* 1. Oktober 1813 in Hamburg; † 14. Juni 1876 ebenda) war Verleger, Theaterintendant. und Leiter der Hamburger Börsenhalle.

## Leben
Egmont von Hoßtrup war der älteste Sohn Gerhard von Hoßtrups und
Sophie Henriette Elisabeth Seyler. Er studierte ab 1832 in Göttingen und Heidelberg Rechts- und Cameralwissenschaft und schloss das Studium 1835 mit der Promotion zum Doktor der Rechte in Heidelberg ab.
Er wurde am 27. November 1835 in Hamburg als Advokat immatrikuliert, hat aber die Advokatur im Grunde nie wirklich ausgeübt. 1837 wurde er Teilhaber des väterlichen Unternehmens.
Am 12. April 1845 heiratete er Carolina A. Tesdorpf. Nach dem Tod seines Vaters übernahm er die Leitung der Hamburger Börsenhalle. Er war Herausgeber der Zeitschriften Liste der Börsenhalle und Literarische und Kritische Blätter der Börsenhalle. 1852 gab er die Leitung der Börsenhalle ab und lebte seitdem als Privatier, d. h. von seinem Vermögen. 1855 übernahm er die Leitung des Stadttheaters.